# 萨布隆新城
萨布隆新城（法語：Villeneuve-les-Sablons，法語發音：[vilnœv le sablɔ̃]）是法国瓦兹省的一个市镇，属于博韦区。

## 地理
萨布隆新城（49°14'14"N, 2°4'36"E）面积4.43 平方千米，位于法国上法蘭西大區瓦兹省，该省份为法国北部内陆省份，北起索姆省，西接厄尔省和滨海塞纳省，南至塞纳-马恩省和瓦兹河谷省，东临埃纳省。
与萨布隆新城接壤的市镇（或旧市镇、城区）包括：昂布兰维尔、埃农维尔、伊夫里勒唐普勒、梅吕、圣克雷潘-伊布维莱尔。

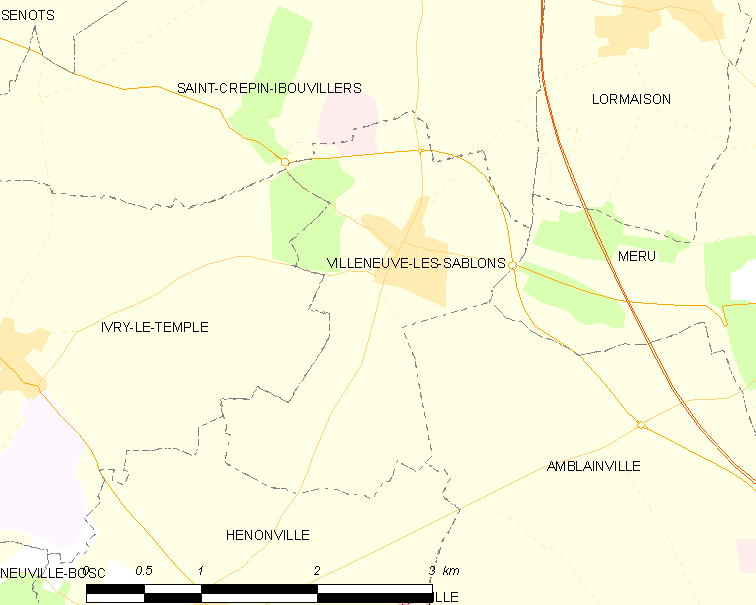
萨布隆新城的OSM定位图

萨布隆新城的时区为UTC+01:00、UTC+02:00（夏令时）。

## 行政
萨布隆新城的邮政编码为60175，INSEE市镇编码为60678。

## 政治
萨布隆新城所属的省级选区为梅吕县。

## 人口

1962-2008年间萨布隆新城人口变化图示

萨布隆新城于2022年1月1日时的人口数量为1188人。